# لباس جدید پادشاه (فیلم ۲۰۰۱)
لباس جدید پادشاه (به انگلیسی: The Emperor's New Clothes) یک فیلم درام تاریخی محصول سال ۲۰۰۱ که اقتباسی از رمان سیمون له «مرگ ناپلئون» می‌باشد. این اثر به کارگردانی آلن تیلور، و با بازی ایان هولم در نقش ناپلئون (در سومین نقش‌آفرینی‌اش در نقش ناپلئون، پس از آثار ناپلئون و عشق و سارقان زمان)، ایبن یایله در نقش نیکول و همچنین تیم مک‌اینرنی در نقش دکتر لمبرت می‌باشد. این فیلم در سال ۲۰۰۲، برنده جایزه مخاطبان بهترین فیلم در جشنواره فیلم فلوریدا شد.

## بازیگران
- ایان هولم … ناپلئون بناپارت / قادر ساوان یوجین لنورمند
- ایبن یایله … نیکول
- تیم مک‌اینرنی … دکتر لمبرت
- تام واتسون … جرارد
- نیگل تری … مونثولون
- هیو بونه‌ویل … برتراند
- مورای ملوین … آنتومارشی
- ادی مارسن … لوئیس ماراندند
- کلایو راسل … گروهبان جاستین بومل
- باب میسون … کاپیتان نیکولز
- تره‌ور کوپر
- نیال اوبراین … بوسون
- هایلی کارمیچئال … آدل رافین
- مویا بردی
- راسل تووی
- جان مک گلین … ژاندارم
- تونی ووگل